# Ricardo Grassau
Ricardo Grassau Schwencke (La Unión, 15 de mayo de 1896 - Puerto Montt, 3 de agosto de 1960) fue un ingeniero y político conservador chileno.

## Biografía
Hijo de Ernst Grassau Ebensperger y Olga Schwenke Bachmann, ambos de origen alemán. Contrajo matrimonio con Carolina Epple García (1926).
Educado en el Instituto Comercial de Valdivia —en la ciudad homónima— y en la Facultad de Química y Farmacia de la Universidad de Chile, donde egresó como Químico Farmacéutico (1925). Ejerciendo su profesión en Puerto Montt.
Miembro del Partido Conservador. Fue elegido alcalde de la Municipalidad de Puerto Montt (1933-1935).